# NK Lađanska
NK Lađanska je nogometni klub iz Lađanske nedaleko Našica u Osječko-baranjskoj županiji.
NK Lađanska je član Nogometnog središta Našice te Nogometnog saveza Osječko-baranjske županije. Klub ima samo seniorsku ekipu u natjecanju i osnovan je 1981. U sezoni 2009/10.  NK Lađanska je bila prvak 2. ŽNL Našice a u kvalifikacijama za 1. ŽNL biva poražena od NK Torpeda iz Kuševca. U sezoni 2011/12. klub ispada iz 2. ŽNL, ali se vraća 2013. u 2. ŽNL NS Našice nakon osvajanja naslova prvaka 3. ŽNL Liga NS Našice sezona 2012/13. 
Sezona 2013./14. klub je stanju mirovanja, a do sezone 2014/15. klub se ponovno natječe u 3. ŽNL Liga NS Našice., nakon sezone 24/25. i prvog mjesta klub se vraća u 2. ŽNL NS Našice

## Uspjesi kluba
Prvaci 2. ŽNL Osječko-baranjske Našice 2009/10., 
Prvaci 3. ŽNL Liga NS Našice 2012/13., 
Prvaci 3. ŽNL Liga NS Našice 2024/25. 

## Vanjske poveznice
- http://www.nogos.info/  Arhivirana inačica izvorne stranice od 22. svibnja 2016. (Wayback Machine)